# Vaaler Moor und Herrenmoor
Vaaler Moor und Herrenmoor este o arie protejată (arie specială de conservare — SAC, sit de importanță comunitară — SCI) din Germania întinsă pe o suprafață de 964 ha, integral pe uscat.

## Localizare
Centrul sitului Vaaler Moor und Herrenmoor este situat la coordonatele 53°58′35″N 9°21′42″E / 53.9764°N 9.3617°E.

## Înființare
Situl Vaaler Moor und Herrenmoor a fost declarat sit de importanță comunitară în septembrie 2004 pentru a proteja un număr necunoscut de specii din flora spontană și fauna sălbatică aflate în arealul zonei. Situl a fost protejat și ca arie specială de conservare în ianuarie 2010.

## Biodiversitate
Situată în ecoregiunea atlantică, aria protejată conține 6 habitate naturale: Pajiști umede nord-atlantice cu Erica tetralix, Pajiști uscate europene, Mlaștini oligotrofe degradate, capabile încă de regenerare naturală, Mlaștini turboase de tranziție și turbării mișcătoare, Depresiuni pe substraturi de turbă de Rhynchosporion, Păduri acidofile de stejar bătrân cu Quercus robur pe câmpii nisipoase.
La baza desemnării sitului se află un număr nedeclarat de specii protejate.
Pe lângă speciile protejate, pe teritoriul sitului au mai fost identificate 1 specie de reptile.